# Sean Hannity
Sean Patrick Hannity (New York, 30 december 1961) is een Amerikaanse talkshowpresentator en conservatieve politiek commentator. Hannity is de presentator van The Sean Hannity Show, een nationaal gesyndiceerde radio-talkshow, en van Hannity, een prime time opinieprogramma op Fox News.

## Levensloop
Hij werkte als aannemer en op vrijwillige basis als talkshowpresentator op de UC Santa Barbara in 1989. Later werkte hij bij WVNN in Athens (Alabama), en kort daarna bij WGST in Atlanta. 
In 1996 werd hij aangenomen door Fox om samen met Alan Colmes de show Hannity & Colmes te gaan presenteren. Nadat hij WGST had verlaten werkte hij tot 2013 bij de radiozender WABC in New York. Sinds 2014 werkt hij bij WOR. Na het vertrek van zijn medepresentator Alan Colmes in januari 2008 wijzigde hij de naam van de show in Hannity.
Hannity heeft verschillende prijzen en onderscheidingen ontvangen, waaronder een eredoctoraat van de Liberty University. Hij heeft drie bestsellers geschreven: Let Freedom Ring (2002), Deliver Us from Evil (2004) en Conservative Victory (2010).
Hannity heeft complottheorieën gepromoot, onder andere door twijfel te zaaien over de geboorteplaats van Barack Obama, door theorieën te verspreiden over de moord op Seth Rich en door aandacht te besteden aan onbevestigde verhalen over de gezondheid van Hillary Clinton.
Hij was een van de eerste supporters van Donald Trump tijdens de presidentsverkiezingen van 2016. Sinds de verkiezing van Trump stelt Hannity zich vaak op als spreekbuis voor Trumps berichtgeving, onder andere door kritiek op de (linkse) media en aanvallen op het onderzoek van Robert Mueller naar Russische beïnvloeding van de Amerikaanse verkiezingen. Hannity was in 2018 een van de meest bekeken tv-shows en Sean Hannity was de meest beluisterde radiopresentator.